# フォーティ・リックス
『フォーティ・リックス』(Forty Licks)は、2002年にリリースされた、ローリング・ストーンズの2枚組ベスト・アルバム。レーベルを越えて制作された点が画期的であった。

## 解説
バンド結成40周年の記念盤であることから、その年数に応じて40曲が収録されている。また、ジャケットに大きく描かれたバンドのロゴマークも、その年数に応じたデザインとなっている。
Disc 1にはデッカ/ロンドン/アブコ時代の1964年から1971年までの20曲が、Disc 2にはローリング・ストーンズ・レコード時代の1971年から1997年までの16曲と「ドント・ストップ」「キーズ・トゥ・ユア・ラヴ」「ルージング・マイ・タッチ」「スティーリング・マイ・ハート」の新曲4曲が収録され、「ドント・ストップ」はシングル・カットされた。ただし、Disc 2に1971年以降約30年間の曲を収録しなければならなかったため、人気があっても収録されなかった曲は多い。
これは基本的に、各アルバムから1曲以上ピック・アップするという意味合いがあるためだが、唯一1986年発表の『ダーティ・ワーク』からは選出されていない。これについて大きな理由が述べられてはいないが、このアルバムの先行シングルがカヴァー曲であったため、制作時期にメンバー間の関係が良くなかったため、などいくつかの説があるとされる。
本作は通常版リリースの後収録曲を一部差し替え、ジャケットの刷色を変更したり写真を封入した盤が数種類リリースされ、LPサイズのボックスに封入されたデラックス・エディションや来日記念バージョン等のコレクター向けアイテムもリリースされた。デラックス・エディションには「シーズ・ア・レインボー」の代わりに「悪魔を憐れむ歌」のリミックス・ヴァージョンが収録されている。

## 曲目
特記なき楽曲は、ジャガー/リチャーズ作。
Disc 1
1. ストリート・ファイティング・マン - Street Fighting Man - 3:15
2. ギミー・シェルター - Gimme Shelter - 4:31
3. サティスファクション - (I Can't Get No) Satisfaction - 3:43
4. ラスト・タイム - The Last Time - 3:40
5. ジャンピン・ジャック・フラッシュ - Jumpin' Jack Flash - 3:42
6. 無情の世界 - You Can't Always Get What You Want - 7:28
7. 19回目の神経衰弱 - 19th Nervous Breakdown - 3:56
8. アンダー・マイ・サム - Under My Thumb - 3:41
9. ノット・フェイド・アウェイ - Not Fade Away (Charles Hardin/Norman Petty) - 1:48
10. マザー・イン・シャドウ - Have You Seen Your Mother Baby? - 2:35
  - もともと Have You Seen Your Mother, Baby, Standing in the Shadow? という題であったが、後半の売春を示唆する言い回しがここではなぜか省略されている。
11. 悪魔を憐れむ歌 - Sympathy for the Devil - 6:17
12. マザーズ・リトル・ヘルパー - Mother's Little Helper - 2:46
13. シーズ・ア・レインボー - She's a Rainbow - 4:12
14. 一人ぼっちの世界 - Get Off of My Cloud - 2:55
15. ワイルド・ホース - Wild Horses - 5:43
16. ルビー・チューズデイ - Ruby Tuesday - 3:13
17. 黒くぬれ! - Paint It, Black - 3:44
18. ホンキー・トンク・ウィメン - Honky Tonk Women - 2:59
19. イッツ・オール・オーヴァー・ナウ - It's All Over Now (Bobby Womack/Shirley Jean Womack) - 3:26
20. 夜をぶっとばせ - Let's Spend the Night Together 3:26

Disc 2
1. スタート・ミー・アップ - Start Me Up - 3:33
2. ブラウン・シュガー - Brown Sugar - 3:50
3. ミス・ユー - Miss You - 3:35
4. ビースト・オブ・バーデン - Beast of Burden - 3:28
5. ドント・ストップ - Don't Stop - 3:59
6. ハッピー - Happy - 3:05
7. 悲しみのアンジー - Angie - 4:32
8. ユー・ゴット・ミー・ロッキング - You Got Me Rocking - 3:34
9. シャッタード - Shattered - 3:46
10. 愚か者の涙 - Fool to Cry - 4:07
11. ラヴ・イズ・ストロング - Love is Strong - 3:48
12. ミックスト・エモーションズ - Mixed Emotions - 4:00
13. キーズ・トゥ・ユア・ラヴ - Keys to Your Love - 4:11
14. エニバディ・シーン・マイ・ベイビー - Anybody Seen My Baby? (Mick Jagger/Keith Richards/k.d. lang/Ben Mink) - 4:07
15. スティーリング・マイ・ハート - Stealing My Heart - 3:42
16. ダイスをころがせ - Tumbling Dice - 3:47
17. アンダーカヴァー・オブ・ザ・ナイト - Undercover of the Night - 4:13
18. エモーショナル・レスキュー - Emotional Rescue - 3:41
19. イッツ・オンリー・ロックン・ロール - It's Only Rock 'n Roll (But I Like It) - 4:09
20. ルージング・マイ・タッチ - Losing My Touch - 5:06
  - Track 5, 13, 15 ,20 は2002年に録音された新曲

## 曲目（ニュー・エディション）
特記なき楽曲は、ジャガー/リチャーズ作。
Disc 1
1. ストリート・ファイティング・マン - Street Fighting Man - 3:15
2. ギミー・シェルター - Gimme Shelter - 4:31
3. サティスファクション - (I Can't Get No) Satisfaction - 3:43
4. ラスト・タイム - The Last Time - 3:40
5. ジャンピン・ジャック・フラッシュ - Jumpin' Jack Flash - 3:42
6. 無情の世界 - You Can't Always Get What You Want - 7:28
7. 19回目の神経衰弱 - 19th Nervous Breakdown - 3:56
8. アンダー・マイ・サム - Under My Thumb - 3:41
9. ノット・フェイド・アウェイ - Not Fade Away (Charles Hardin/Norman Petty) - 1:48
10. マザー・イン・シャドウ - Have You Seen Your Mother Baby? - 2:35
11. 悪魔を憐れむ歌 - Sympathy for the Devil - 6:17
12. マザーズ・リトル・ヘルパー - Mother's Little Helper - 2:46
13. 一人ぼっちの世界 - Get Off of My Cloud - 2:55
14. ワイルド・ホース - Wild Horses - 5:43
15. ルビー・チューズデイ - Ruby Tuesday - 3:13
16. 黒くぬれ! - Paint It, Black - 3:44
17. ホンキー・トンク・ウィメン - Honky Tonk Women - 2:59
18. イッツ・オール・オーヴァー・ナウ - It's All Over Now (Bobby Womack/Shirley Jean Womack) - 3:26
19. 夜をぶっとばせ - Let's Spend the Night Together 3:26
20. 悪魔を憐れむ歌〜ネプチューンズ・リミックス - Sympathy for the Devil (The Neptunes Remix) - 5:52

Disc 2
1. スタート・ミー・アップ - Start Me Up - 3:33
2. ブラウン・シュガー - Brown Sugar - 3:50
3. ミス・ユー - Miss You - 3:35
4. ビースト・オブ・バーデン - Beast of Burden - 3:28
5. ドント・ストップ - Don't Stop - 3:59
6. ハッピー - Happy - 3:05
7. 悲しみのアンジー - Angie - 4:32
8. ユー・ゴット・ミー・ロッキング - You Got Me Rocking - 3:34
9. シャッタード - Shattered - 3:46
10. 愚か者の涙 - Fool to Cry - 4:07
11. ラヴ・イズ・ストロング - Love is Strong - 3:48
12. ミックスト・エモーションズ - Mixed Emotions - 4:00
13. キーズ・トゥ・ユア・ラヴ - Keys to Your Love - 4:11
14. エニバディ・シーン・マイ・ベイビー - Anybody Seen My Baby? (Mick Jagger/Keith Richards/k.d. lang/Ben Mink) - 4:07
15. スティーリング・マイ・ハート - Stealing My Heart - 3:42
16. ダイスをころがせ - Tumbling Dice - 3:47
17. アンダーカヴァー・オブ・ザ・ナイト - Undercover of the Night - 4:13
18. エモーショナル・レスキュー - Emotional Rescue - 3:41
19. イッツ・オンリー・ロックン・ロール - It's Only Rock 'n Roll (But I Like It) - 4:09
20. ルージング・マイ・タッチ - Losing My Touch - 5:06

## ワールド・ツアー
本作リリース後「ROLLING STONES LICKS WORLD TOUR 2002/03」と題されたワールド・ツアーが2002年9月3日、ボストンのフリート・センター公演を皮切りに2003年11月まで138公演行われた。本ツアーではインドや香港でも公演が行われた。日本公演は2003年3月10日から21日までの6公演。